# Wilhelm Schneckenburger
Wilhelm Schneckenburger (30 de marzo de 1891 - 14 de octubre de 1944) fue un general en la Wehrmacht de la Alemania Nazi durante la II Guerra Mundial que comandó el XVII Cuerpo de Ejército. Fue condecorado con la Cruz de Caballero de la Cruz de Hierro. Schneckenburger murió en combate el 14 de octubre de 1944.

## Condecoraciones
- Cruz de Caballero de la Cruz de Hierro el 1 de agosto de 1942 como Generalleutnant y comandante de la 125. Infanterie Division[1]